# Dakota Kai
Cheree Georgina Crowley, meglio conosciuta con il ring name Dakota Kai (Auckland, 6 maggio 1988), è una wrestler neozelandese.
In WWE ha detenuto due volte l'NXT Women's Tag Team Championship (con Raquel Gonzalez) e due volte il Women's Tag Team Championship insieme a Iyo Sky.

## Carriera

### World Wonder Ring Stardom (2015–2016)
Il dicembre 2015 ha debuttato nella federazione giapponese World Wonder Ring Stardom. Nel suo primo match ha vinto il vacante Artist of Stardom Championship insieme a Hiroyo Matsumoto e Kellie Skater. Il 28 febbraio 2016 ha perso il titolo contro Io Shirai, Kairi Hojo e Mayu Iwatani.

### WWE (2016–2025)

#### NXT(2016–2022)
La Crowley ha fatto la sua prima apparizione ad NXT, territorio di sviluppo della WWE, il 14 ottobre 2016 con il ring name Evie dov'è stata sconfitta da Nia Jax. Il 15 dicembre 2016 ha firmato ufficialmente con la WWE. La Crowley, adottando il ringname Dakota Kai, ha partecipato il 13 luglio 2017 al torneo Mae Young Classic organizzato dalla WWE. Dopo aver eliminato nei sedicesimi di finale Kavita Devi e negli ottavi Rhea Ripley, è stata eliminata nei quarti da Kairi Sane. Nella puntata di NXT del 25 ottobre, ha debuttato in televisione partecipando ad una battle royal match per decretare la quarta sfidante che si contenderà l'NXT Women's Championship, reso vacante da Asuka, a NXT Takeover: War Games in un fatal four-way match, ma è stata eliminata da Sage Beckett.
Il 10 gennaio a NXT, viene sconfitta da Shayna Baszler che inoltre la infortuna a un braccio. Un mese dopo, al ppv WrestleMania 34, partecipa alla WrestleMania Women's Battle Royal, diventando la prima donna neozelandese a partecipare a un'edizione di WrestleMania. Dakota Kai partecipa inoltre al torneo WrestleMania Axxess, che riesce a vincere, conquistando la possibilità di un match con l'NXT Women's Championship in palio, ma alla fine viene sconfitta dalla campionessa Shayna Baszler. Nel corso dell'anno, Kai lotta in match singoli, affrontando avversari quali Santana Garrett, Bianca Belair, Lacey Evans e Aliyah.
Dopo una pausa di qualche mese, Kai torna a NXT TakeOver: WarGames II del 17 novembre, dove lei e Io Shirai aiutano Kairi Sane durante il suo match con Shayna Baszler attaccando le alleate della Baszler Jessamyn Duke e Marina Shafir che in precedenza avevano interferito nel match. Poco tempo dopo l'evento, il 17 gennaio 2019, Kai annunciò su Twitter di avere riportato un serio infortunio durante un house show e di essere costretta ad interrompere l'attività sul ring per qualche mese al fine di curarsi.
Dopo oltre nove mesi di inattività, Kai torna sul ring il 25 settembre a NXT sconfiggendo Taynara Conti. Poco tempo dopo, Kai si riunisce con Tegan Nox riportando in vita il loro tag team denominato "Team Kick". Il 30 ottobre a NXT, il Team Kick sfida senza successo le Kabuki Warriors (Asuka & Kairi Sane) per il WWE Women's Tag Team Championship.
In novembre, Kai esordì nel main roster come parte dell'angle dell'invasione NXT nei brand di Raw e SmackDown durante il pay-per-view Survivor Series. In questo periodo, Kai viene scelta da Mia Yim come membro del team di Rhea Ripley per il primo WarGames match tutto al femminile. Il 23 novembre a NXT TakeOver: WarGames III, proprio prima dell'inizio del match, Kai sostituisce Yim, che era stata aggredita nel backstage. Tuttavia, prima di salire sul ring, Kai attacca la propria partner di tag team, Tegan Nox, effettuando un turn heel per la prima volta in WWE. In dicembre, Mia Yim rivela che era stata Dakota Kai ad aggredirla nel backstage, e questa rivelazione porta a un grudge match tra le due, vinto dalla Kai. Il 26 gennaio 2020, al ppv Royal Rumble, Kai entra nel Royal Rumble match femminile con il numero 15, ma viene eliminata da Chelsea Green.
Il 16 febbraio a NXT TakeOver: Portland, sconfigge Tegan Nox in uno street fight match grazie all'interferenza della debuttante Raquel González. Il 4 marzo a NXT, Kai sconfigge Nox in uno steel cage match sempre grazie all'interferenza da parte di González. Il 7 giugno a NXT TakeOver: In Your House 2020, Kai, González e Candice LeRae vengono sconfitte da Nox, Mia Yim e Shotzi Blackheart nel corso di un six-woman tag team match. Il 5 agosto a NXT, Kai sconfigge Ripley e acquista lo status di prima sfidante al titolo, ma viene in seguito sconfitta dalla campionessa in carica Io Shirai. In seguito, Kai & González si aggiudicano il torneo Women's Dusty Rhodes Tag Team Classic sconfiggendo in finale Shotzi Blackheart & Ember Moon a NXT TakeOver: Vengeance Day. Grazie a questa vittoria, Kai & González si guadagnano l'opportunità di sfidare le campionesse WWE Women's Tag Team Nia Jax e Shayna Baszler. L'incontro avrà un epilogo controverso in quanto Baszler fa cedere per dolore Kai nonostante non sia la lottatrice "legale" sul ring in quel momento del match. La settimana seguente, Kai & Gonzalez vengono premiate con il titolo NXT Women's Tag Team Championship, appena introdotto, che viene loro consegnato d'ufficio dal General Manager William Regal. Tuttavia, le due perderanno i titoli quella stessa sera venendo sconfitte da Shotzi Blackheart & Ember Moon.
Nella puntata di NXT del 27 luglio 2021 tradisce Gonzalez ponendo fine alla loro alleanza, ma a NXT TakeOver 36, non è riuscita a conquistare l'NXT Women's Championship.
Il 5 dicembre a NXT WarGames, lottò al fianco di Mandy Rose, Jacy Jayne e Gigi Dolin contro Raquel Gonzalez, Io Shirai, Cora Jade e Kay Lee Ray, in un WarGames match, perdendo.
Successivamente, prese parte al Dusty Rhodes Tag Team Classic femminile facendo coppia con Wendy Choo ma, dopo aver eliminato Indi Hartwell e Persia Pirotta e Cora Jade e Raquel González, vennero eliminate da Io Shirai e Kay Lee Ray nella finale, svoltasi il 22 marzo. Si riconciliò con Raquel González, e le due riuscirono a sconfiggere Gigi Dolin e Jacy Jayne conquistando per la seconda volta l'NXT Women's Tag Team Championship il 2 aprile a NXT Stand & Deliver per poi perdere le cinture appena tre giorni dopo contro la Dolin e la Jayne ad NXT 2.0 a causa della distrazione di Mandy Rose. Nella puntata di NXT 2.0 del 12 aprile affrontò Mandy Rose per l'NXT Women's Championship ma venne sconfitta.

#### Damage CTRL (2022–2025)
Il 30 luglio, a SummerSlam, fece il suo ritorno assieme a Bayley e Iyo Sky al termine dell'incontro valevole per il Raw Women's Championship vinto dalla campionessa Bianca Belair contro Becky Lynch. La Kai combatté il suo primo match a Raw nella puntata dell'8 agosto quando lei e Iyo Sky (rinominate "Damage CTRL" con Bayley) sconfissero Dana Brooke e Tamina nella fase iniziale del torneo per la riassegnazione del vacante Women's Tag Team Championship. Dopo aver eliminato anche Alexa Bliss e Asuka in semifinale il 22 agosto a Raw, la settimana dopo, nella finale, Dakota e Iyo persero contro Aliyah e Raquel Rodriguez non riuscendo a conquistare il vacante Women's Tag Team Championship. Il 3 settembre, a Clash at the Castle, le Damage CTRL prevalsero su Alexa Bliss, Asuka e Bianca Belair. Nella puntata di Raw del 12 settembre Dakota e Iyo prevalsero su Aliyah e Raquel Rodriguez vincendo il Women's Tag Team Championship per la prima volta. Nella puntata di SmackDown del 21 ottobre Dakota e Iyo mantennero i titoli di coppia contro Raquel Rodriguez e Shotzi. Nella puntata di Raw del 31 ottobre persero le cinture contro Alexa Bliss e Asuka dopo 49 giorni di regno. Tuttavia, cinque giorni dopo, il 5 novembre a Crown Jewel, riconquistarono le cinture grazie all'intervento di Nikki Cross. Il 26 novembre, a Survivor Series WarGames, le Damage CTRL, Nikki Cross e Rhea Ripley vennero sconfitte da Becky Lynch, Bianca Belair, Alexa Bliss, Asuka e Mia Yim in un WarGames match. Il 28 gennaio, alla Royal Rumble, partecipò all'omonimo incontro femminile entrando col numero 9 ma venne eliminata da Becky Lynch. Dopo alcune difese titolate, persero le cinture il 27 febbraio, a Raw, contro Becky Lynch e Lita dopo 114 giorni di regno. Il 1º aprile, a WrestleMania 39, le Damage CTRL vennero sconfitte da Becky Lynch, Lita e Trish Stratus.
Il 28 aprile 2023, per effetto del Draft, le Damage CTRL passarono al roster di SmackDown. Nella puntata di SmackDown del 12 maggio Dakota e Bayley affrontarono Liv Morgan e Raquel Rodriguez per il Women's Tag Team Championship ma vennero sconfitte.
Il 2 maggio 2025 è stata licenziata insieme a numerosi altri colleghi.

## Personaggio

### Mosse finali
- Diving double foot stomp
- TTYL (Fireman's carry in un Overhead kick)

### Soprannomi
- "Cap Kota"
- "Captain of Team Kick"

## Titoli e riconoscimenti
- Pro Wrestling Women's Alliance
  - PWWA Championship (1)
- Impact Pro Wrestling
  - IPW Women's Championship (3)
- Pro Wrestling Illustrated
  - 20ª tra le 50 migliori wrestler femminili nella PWI Female 50 (2016)
  - 25ª tra le 100 migliori wrestler femminili nella PWI Women's 100 (2020)
- Shimmer Women Athletes
  - Shimmer Tag Team Championship (1) – con Heidi Lovelace
- World Wonder Ring Stardom
  - Artist of Stardom Championship (1) – con Hiroyo Matsumoto e Kellie Skater
- WWE
  - NXT Women's Tag Team Championship (2) – con Raquel Gonzalez
  - WWE Women's Tag Team Championship (2) – con Iyo Sky